# 三都乡 (松阳县)
三都乡，是中华人民共和国浙江省丽水市松阳县下辖的一个乡镇级行政单位。

## 行政区划
三都乡下辖以下地区：
杨家堂村、岭上村、酉田村、后湾村、下田村、松庄村、毛源村、上庄村、里庄村、淡竹村、伊源村、水竹村、呈回村、上源村、黄岭根村、周山头村、紫草村和上田村。

## 中国传统村落
2013年8月，杨家堂村、周山头村获批第二批中国传统村落。